# Chilomastix
Genre
Chilomastix est généralement considéré comme un des deux genres de Retortamonadidae avec Retortamonas.
Mais il pourrait s'agir une lignée antérieure à celle des Retortamonas dans le clade des Éopharyngiens.

## Liste des espèces
- Chilomastix aulastomi
- Chilomastix bandicooti
- Chilomastix bettencourti
- Chilomastix bocis
- Chilomastix bursa
- Chilomastix caprae
- Chilomastix caulleryi
- Chilomastix cuniculi
- Chilomastix cuspidata
- Chilomastix equi
- Chilomastix gallinarum
- Chilomastix gigantea
- Chilomastix hemidactyli
- Chilomastix hyderabadensis
- Chilomastix indica
- Chilomastix instabilis
- Chilomastix intestinalis
- Chilomastix kudoi
- Chilomastix magna
- Chilomastix mediterraneus
- Chilomastix megamorpha
- Chilomastix mesnili
- Chilomastix motellae
- Chilomastix muris
- Chilomastix nigricollisi
- Chilomastix oblonga
- Chilomastix palmari
- Chilomastix quadrii
- Chilomastix rosenbuchi
- Chilomastix wenrichi
- Chilomastix undulata

## Liste d'espèces
Selon AlgaeBase (2 mars 2019) :
- Chilomastix caulleryi (A.G.Alexeev) A.G.Alexeev (Sans vérification)

Selon BioLib (2 mars 2019) :
- Chilomastix aulostomi Bělař, 1921
- Chilomastix bettencourti Fonseca, 1916
- Chilomastix bocis Aléxéieff, 1912
- Chilomastix caprae da Fonseca, 1915
- Chilomastix caulleryi (Aléxéieff, 1912) Bishop, 1935
- Chilomastix cuniculi da Fonseca, 1916
- Chilomastix cuspidata (Larsen & Patterson) Bernard & al.,1997
- Chilomastix gallinarum Martin & Robertson, 1911
- Chilomastix hemidactyli Madre, 1979
- Chilomastix intestinalis Kuczynski, 1914
- Chilomastix kudoi Saratchandra & Narasimhamurti, 1980
- Chilomastix mesnili Wenyon, 1910
- Chilomastix qadrii Krishnamurthy, 1970
- Chilomastix undulata Skuja, 1956
- Chilomastix wenrichi Nie, 1948

Selon NCBI (2 mars 2019) :
- Chilomastix caulleryi
- Chilomastix cuspidata Percolomonas cuspidata Larsen & Patterson 1990
- Chilomastix mesnili
- Chilomastix wenrichi

Selon World Register of Marine Species (2 mars 2019) :
- Chilomastix bocis
- Chilomastix motellae Alexeieff, 1912